# El Sol (tarot)

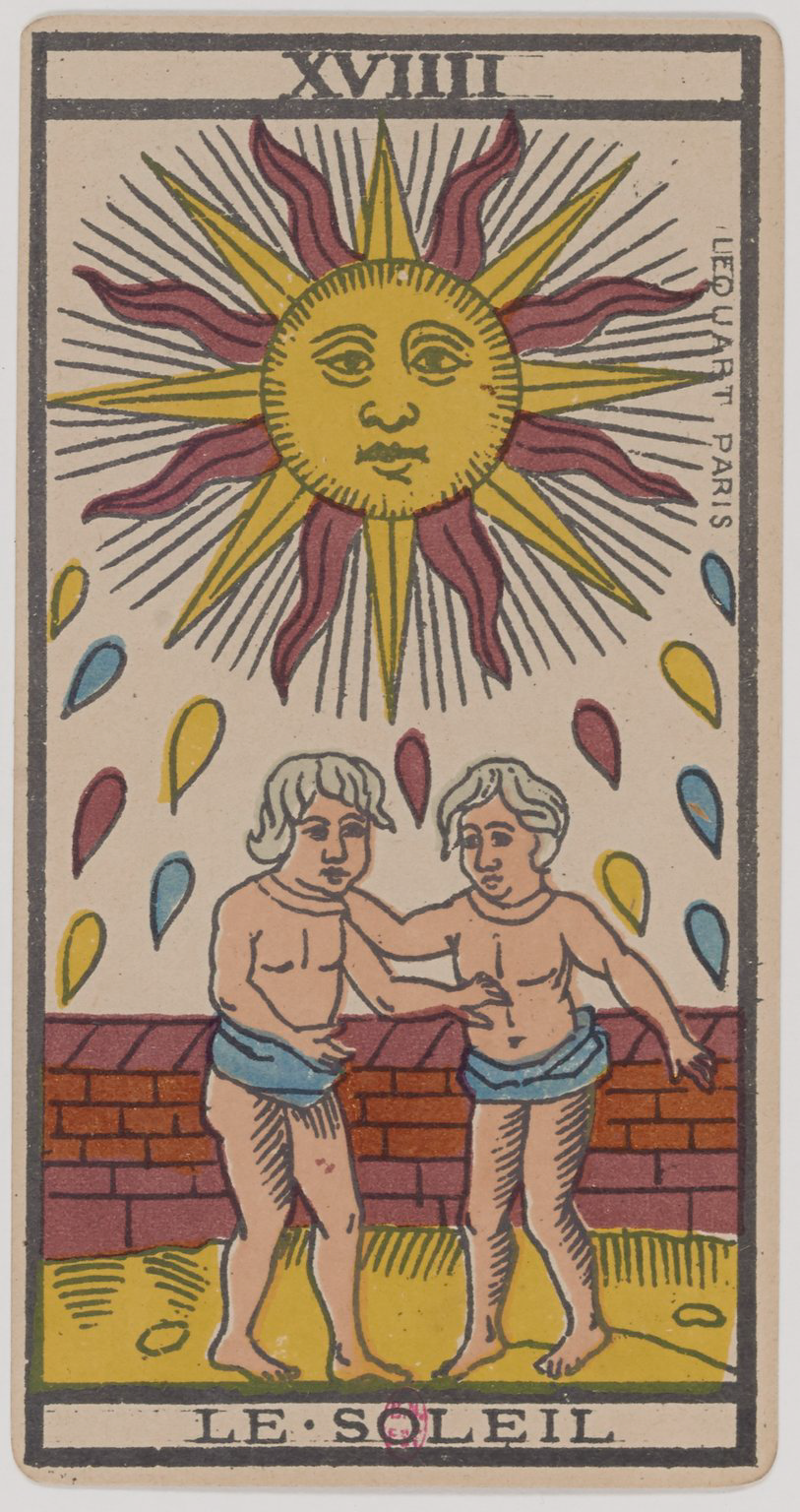
El Sol, dinouè arcà major del tarot. Representació del Tarot de Marsella

El Sol (XVIIII) és el dinouè trumfo o Arcà Major en les baralles de tarot i s'utilitza tant per als jocs populars de tarot com en la cartomància. En la major part dels tarots antics, com el Tarot de Marsella o el Tarot Piemontès, s'adopta la grafia XVIIII per a numerar-lo, si bé els més moderns, com el Tarot Rider-Waite fan servir el nombre XIX

## Descripció
Dos nens estan drets davant d'un mur vermell i, sobre ells, un sol amb rostre humà del qual plouen tretze llàgrimes de colors. Els dos nens vesteixen només amb uns tapalls o faixes blaves i algun tipus de coll del mateix color que la pell. El nen de la dreta sembla recolzar una mà, que l'altre no veu, en el clatell del seu camarada, mentre que estén l'altre braç cap enrere. El nen de l'esquerra té posada la seva mà esquerra a l'altura del pit del seu company i l'altre braç plegat de forma més o manco paral·lela.
Per a Van Rijneberk, aquest arcà no presenta la menor originalitat iconogràfica ja que, per una banda, la seva figura central (el sol) és la mateixa que es pot trobar en qualsevol figuració contemporània de l'astre, i per l'altra, els altres elements són també molt pobres. Com a molt, concedeix, els dos nens podrien recordar una al·lusió astrològica de Gèminis.
En contrast amb el Tarot de Marsella, explicat abans, el Rider-Waite presenta una composició molt diferent: un nen despullar munta un cavall blanc sota el sol antropomorfitzat mentre oneja una gran bandera vermella, amb tot de gira-sols al fons.

## Interpretació
El sol és un símbol molt positiu en gairebé totes les cultures i el tarot manté la mateixa idea, fent d'aquesta una de les cartes més afortunades. La seva il·luminació no és només un acte material (diferenciar el dia de la nit), sinó que té un significat més profund: és el procés mitjançant el qual l'ésser humà transcendeix la seva pròpia condició material per acostar-se al coneixement i a l'amor en tota la seva plenitud. Per a aquelles persones que estan buscant coneixement, el Sol és el millor dels auguris, doncs indica que estan en el camí d'aconseguir-ho.
Per la seva part, Jodorowsky explica que el Sol és bo per a qualsevol nova construcció, ja que indica que actua un amor incondicional i presagia un èxit basat en un recorregut càlid i il·luminat. "És la cristal·lització d’una parella enamorada, l’obtenció d’un èxit, una realització en qualsevol àmbit de la vida humana, en els seus aspectes intel·lectuals, emocionals, creatius o materials. També és l’inici d’una nova vida, deixant enrere les dificultats del passat". Tot i així també avisa dels riscos que pot ocultar sota aquests auspicis tan optimistes: el calor del Sol està en tot moment disponible per a tots, però tampoc hem d'oblidar que un excés de sol produeix la mort, la sequedat, i pot transformar el paisatge en desert.
Tot i que en una lectura pot tenir molts de significats, els principals són el d'èxit i de finalització. A més es troba a l'abast de qualsevol, ja que és, també el poder interior que brilla dins cada persona.
| Precedit per: La Lluna (XVIII) | Arcans majors del Tarot | Succeït per: El Judici (XX) |

El Sol (XVIIII)
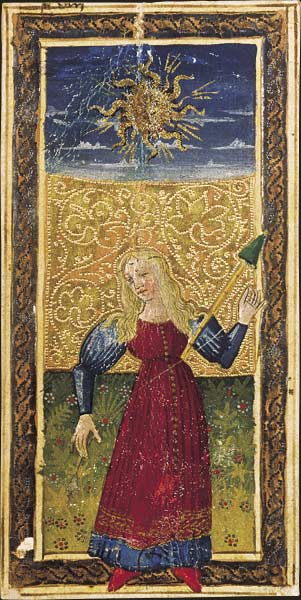
Baralla de Carles VI, segle XV.
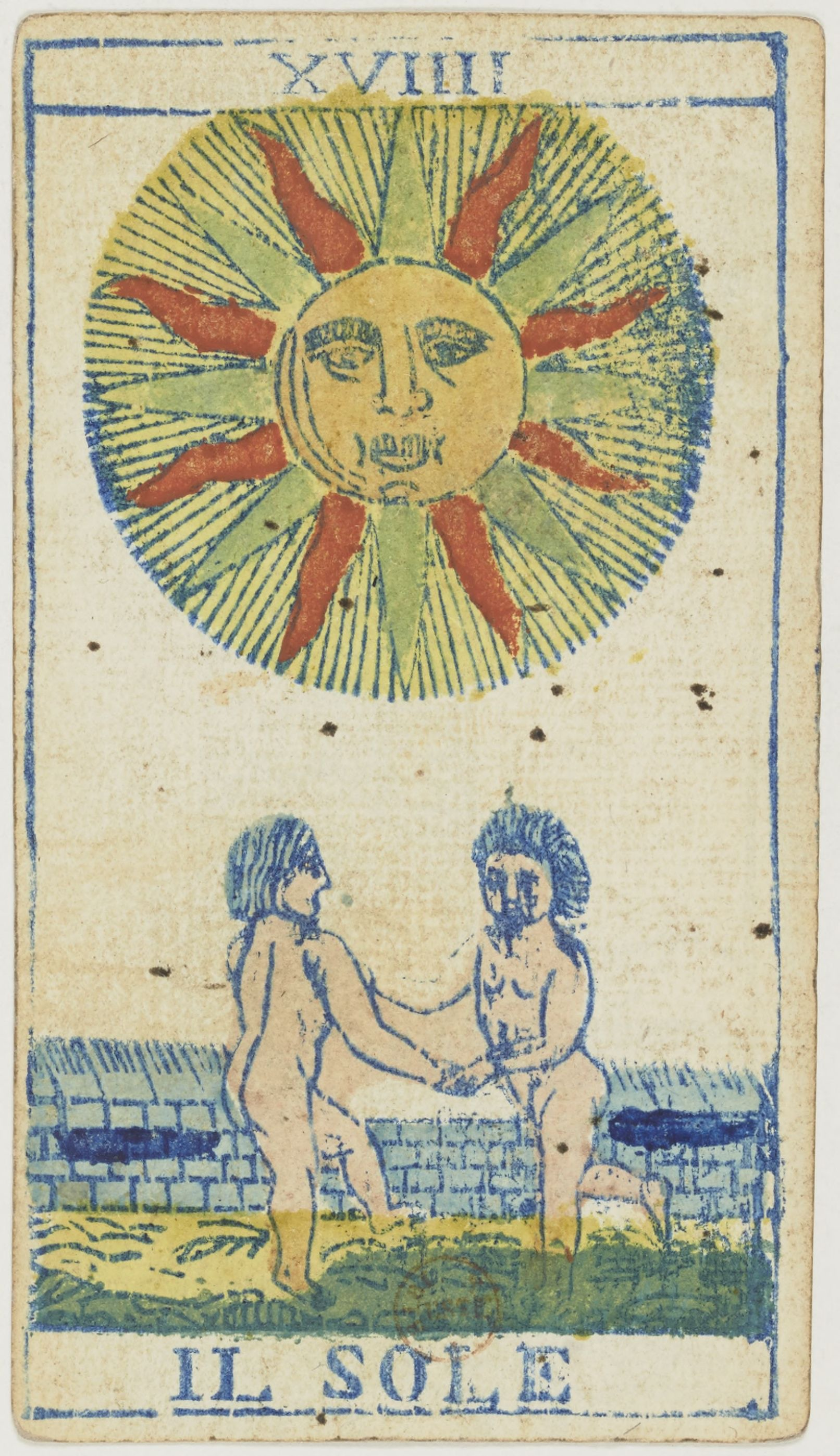
Tarot Piemontès, 1865.
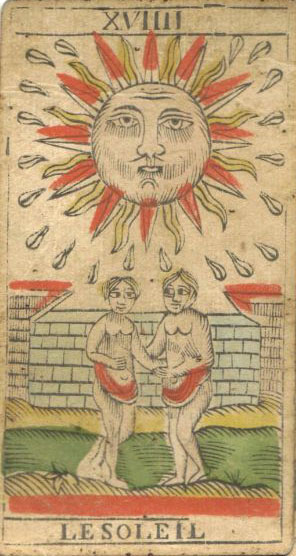
Tarot de Besançon, cap a 1820 –1830.
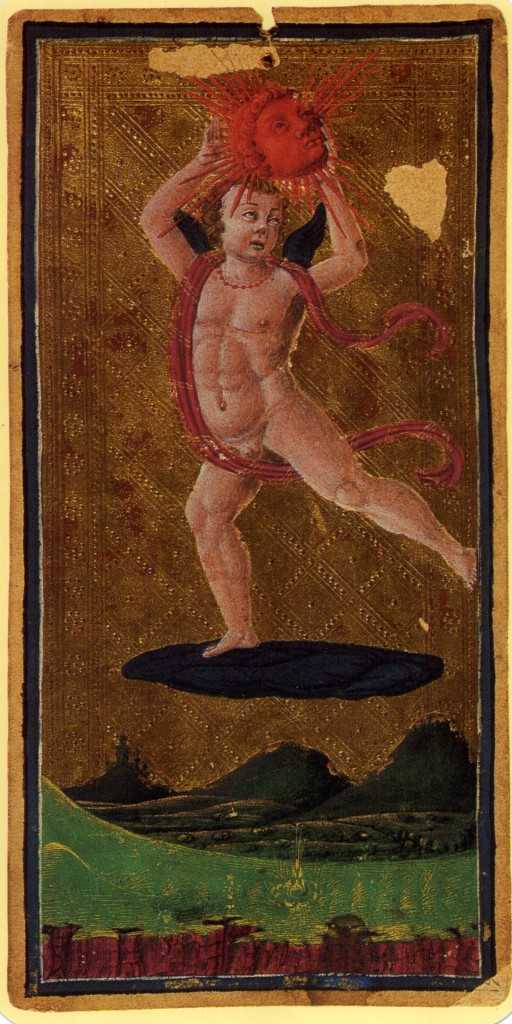
Tarot Visconti-Sforza, entre 1440 i 1470.
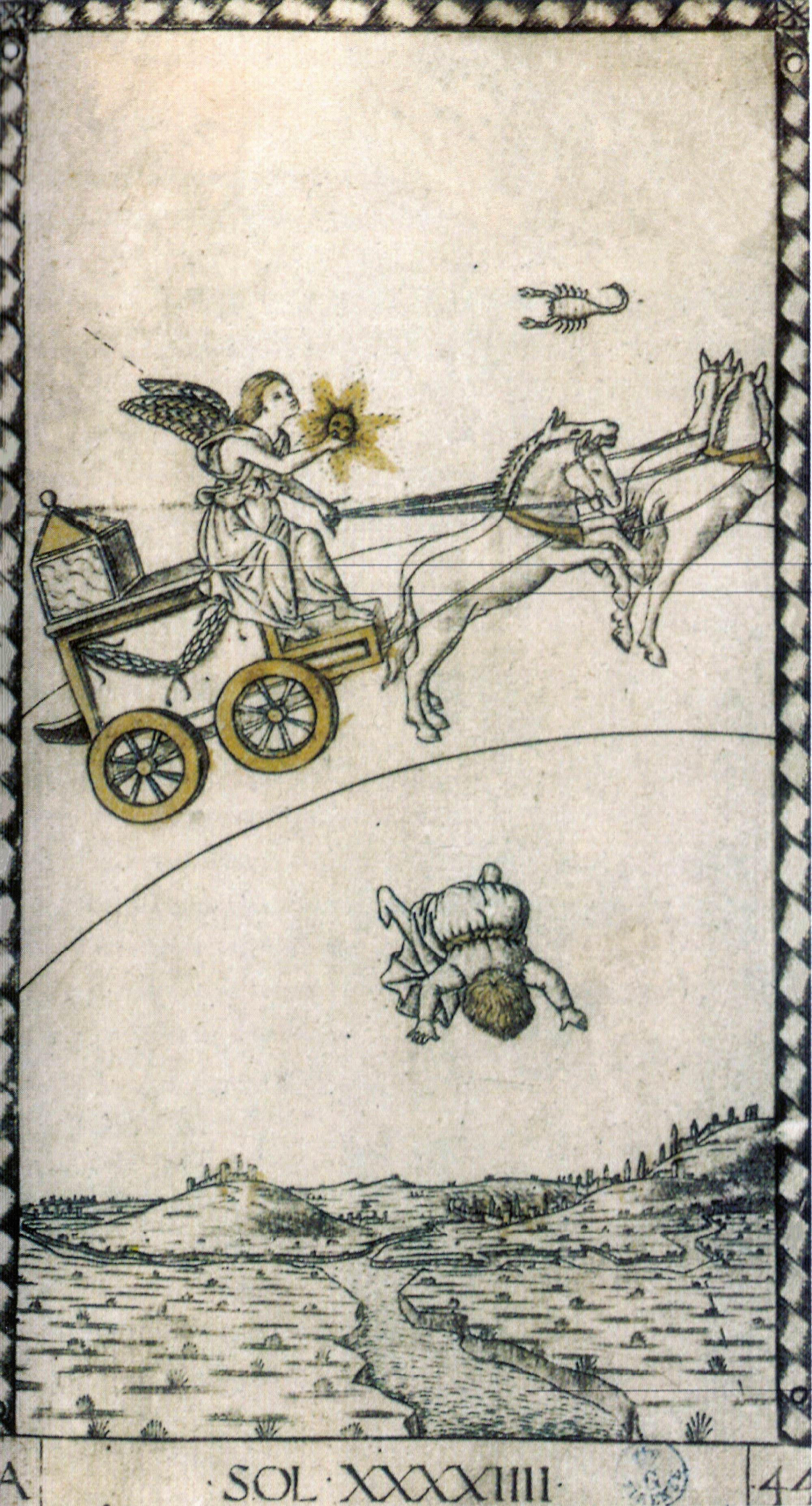
Tarot de Mantegna, cap a 1465.
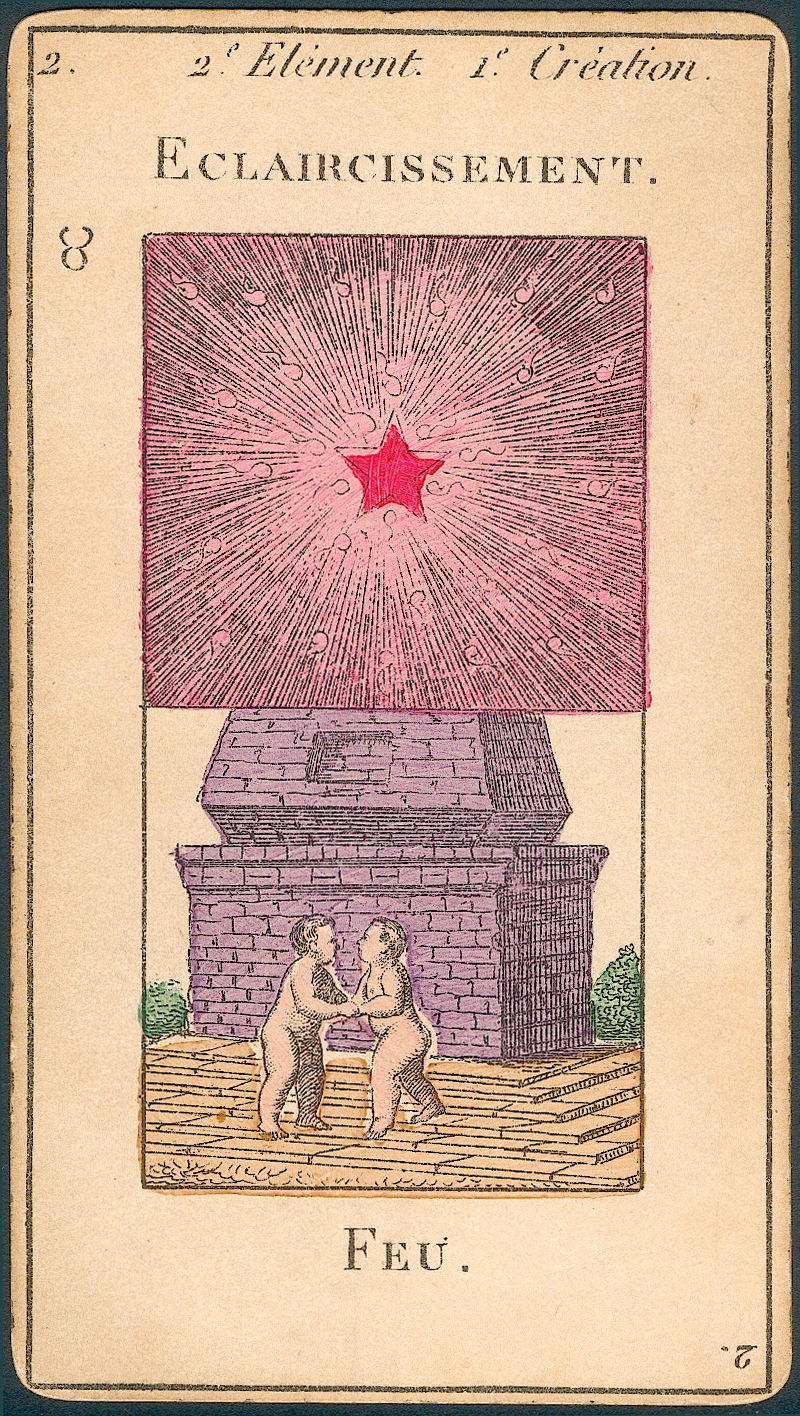
Tarot d'Etteilla, cap a 1890.
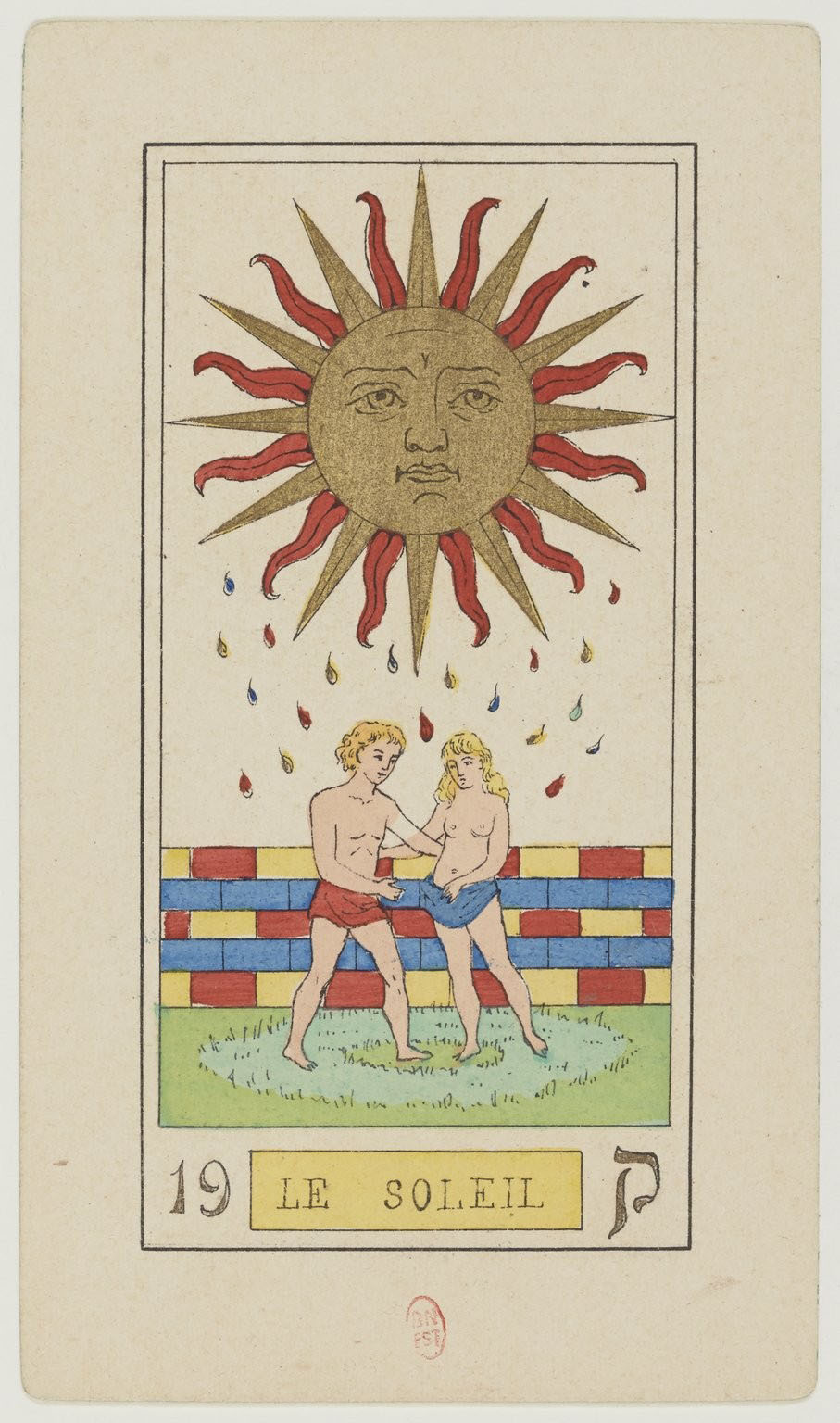
Tarot d'Oswald Wirth, 1889.
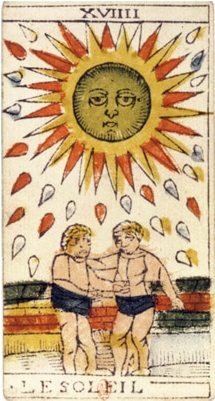
Tarot de Jean Dodal, entre 1701 i 1715.
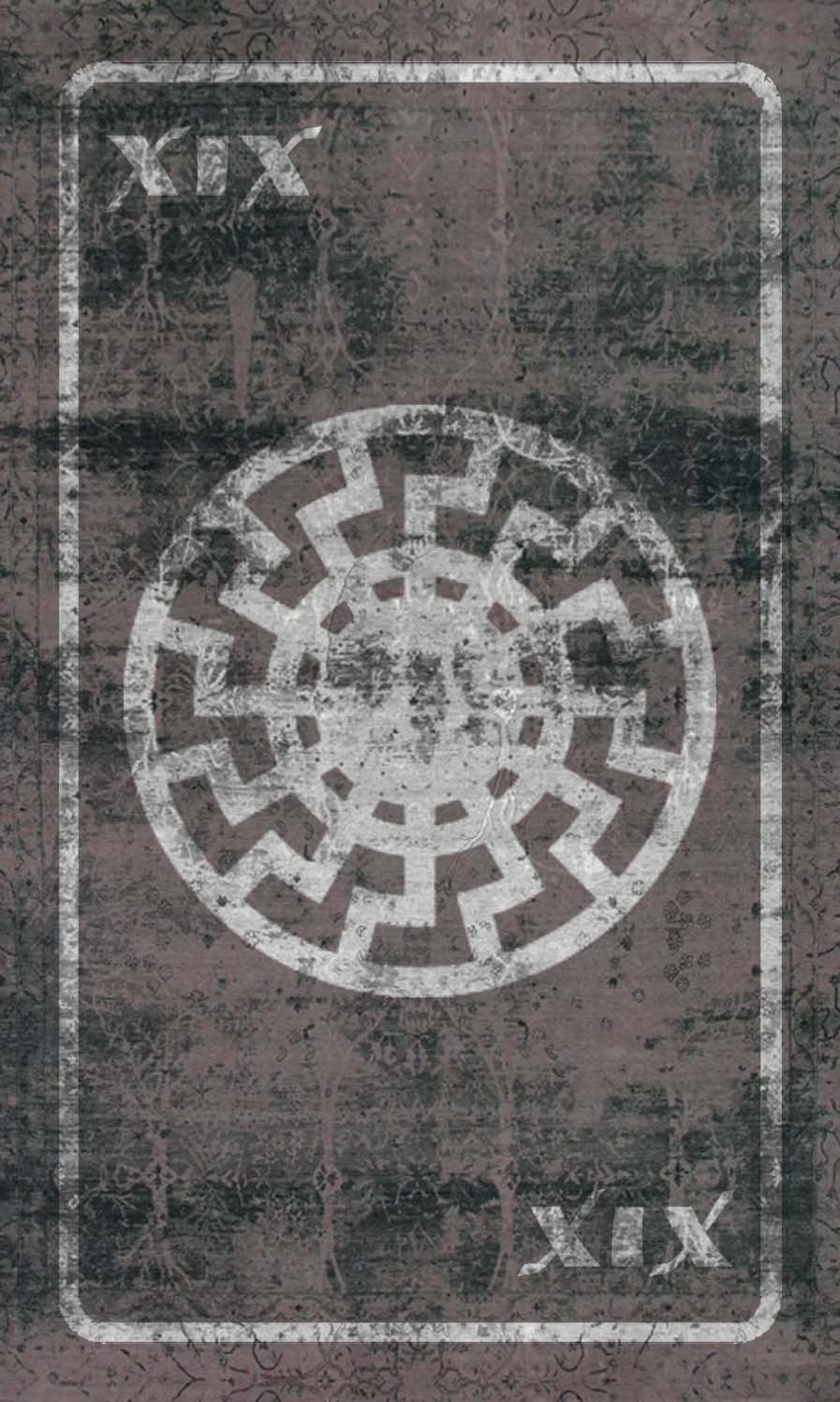
Tarot Satànic, 1996.
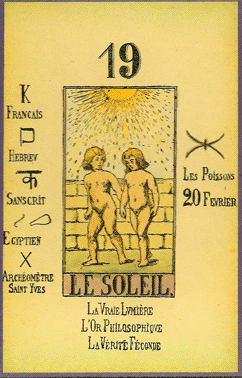
Disseny de l'arcà per al llibre de Papus Le Tarot Divinatoire. Le Livre des Mystères et les Mystères du Livre. Clef du tirage des cartes et des sorts. Avec la reconstitution complète des 78 lames du Tarot Égyptien et de la méthode d'interprétation. Les 22 arcanes majeurs et les 56 arcanes mineurs (1909).